# Летенков, Владимир Васильевич
Влади́мир Васи́льевич Летенко́в (29 августа 1948 — 8 июля 2001) — советский актёр театра и кино. Заслуженный артист РСФСР (1983).

## Биография
В 1970 году Владимир Летенков окончил ЛГИТМиК (курс Р. С. Агамирзяна), после чего поступил в Ленинградский драматический театр имени В. Ф. Комиссаржевской. Среди ролей: граф Зефиров («Театральная комедия» А. Бонди), Андрей Таратута («Амнистия» Н. Матуковского), Флорестино («Тогда в Севилье» С. Алёшина), Огарков («Двое в степи» Э. Казакевича), Тиль Уленшпигель («Тиль» Г. Горина), Тюрин («Притворщики» Э. Брагинского и Э. Рязанова), Просперо («Буря» У. Шекспира). Наиболее выдающаяся роль, принёсшая ему известность — царь Фёдор в спектакле «Царь Фёдор Иоаннович» А. К. Толстого).
Снимался в кино с 1972 года. Сыграл главную роль Жени Прохорова в фильме «Несовершеннолетние» (1976). Среди других фильмов: «Территория» (1978), «Синяя ворона» (1981), «Долгая дорога к себе» (1982), «Софья Ковалевская» (1985).
Как актёр озвучивания принимал участие в дубляже таких фильмов, как «Пропавший без вести», «Скала», «Без лица», «Армагеддон»,  «Звёздные войны. Эпизод I: Скрытая угроза». На телевидении работал ведущим телепередачи «Сказка за сказкой» в роли Петрушки.
Умер 8 июля 2001 года на 53-м году жизни. Похоронен на Кузьмоловском кладбище (Всеволожский район Ленинградской области).

## Театральные работы
- «Романтика для взрослых» (С. Малышев) — Илья Зверев
- «Двое в степи» (Э. Казакевич) — Огарков
- «Буря» (У. Шекспир) — Просперо
- «Тиль» (Г. Горин) — Тиль Уленшпигель
- «Притворщики» (Э. Брагинский, Э. Рязанов) — Тюрин
- «Царь Фёдор Иоаннович» (А. К. Толстой) — царь Фёдор
- «Гнездо глухаря» (Виктор Розов) — Егор Есюнин
- «Несколько дней без войны» (Константин Симонов) — Гурский

## Фильмография
- 1972 — Ижорский батальон — Алексей Потапов, сын Степана Васильевича
- 1974 — Хождение по мукам — офицер в папахе
- 1976 — Несовершеннолетние — Женя Прохоров
- 1977 — Прыжок с крыши — покупатель
- 1978 — Территория — Сергей Баклаков
- 1981 — Синяя ворона — Глум / лорд / парень / невропатолог
- 1982 — Долгая дорога к себе — художник Михаил, однокурсник Анны
- 1985 — Софья Ковалевская — Владимир Ковалевский
- 1986 — Миф — Дмитрий
- 1987 — Подъезд с атлантами — Г. Ятманов, комиссар по защите музеев и дворцов
- 2001 — Бандитский Петербург. Фильм 3. Крах Антибиотика — опер погибший на Варшавском вокзале в Ленинграде в 1983 году, в воспоминаниях Кудасова и Кораблёва

## Дубляж мультфильмов
- 1998 — Мулан — Чи Фу, советник императора